# 87e division d'infanterie (Empire allemand)
Pour les articles homonymes, voir 87e division.
La 87e division d'infanterie  est une unité de l'armée allemande qui participe à la Première Guerre mondiale.

## Première Guerre mondiale

### Composition

#### 1915 - 1916
- 173e brigade d'infanterie

345e régiment d'infanterie
346e régiment d'infanterie
- 179e brigade d'infanterie

347e régiment d'infanterie
8e régiment de Landsturm
- 87e régiment de cavalerie
- 87e régiment d'artillerie de campagne

#### 1917
- 173e brigade d'infanterie

345e régiment d'infanterie
347e régiment d'infanterie
8e régiment de Landsturm
- 1 escadron du 3e régiment de grenadiers à cheval
- 3e commandement divisionnaire d'artillerie

87e régiment d'artillerie de campagne
- 4e compagnie du 26e bataillon de pionniers

#### 1918
- 179e brigade d'infanterie

345e régiment d'infanterie
347e régiment d'infanterie
3e régiment de réserve d'ersatz
- 1 escadron du 3e régiment de chasseurs à cheval
- 3e commandement divisionnaire d'artillerie

38e régiment d'artillerie de campagne
34e bataillon d'artillerie à pied
- 87e bataillon de pionniers

## Chefs de corps
| Grade           | Nom                         | Date                               |
| --------------- | --------------------------- | ---------------------------------- |
| Generalleutnant | Gustaf von Dickhuth-Harrach | 25 septembre 1915 - 5 juillet 1916 |
| Generalleutnant | Georg von Stangen           | 6 juillet 1916 - 3 janvier 1918    |
| Generalmajor    | Erich Feldtkeller           | 4 janvier 1918 - 25 janvier 1919   |